# نهائي الدوري الأوروبي 2014
نهائي دوري أوروبا 2014 هو المباراة النهائية من الدوري الأوروبي 2013–14، الموسم الثالث والأربعون من مسابقة أوروبا الثانوية لأندية كرة القدم التي تنظمها يويفا، والموسم الخامس منذ إعادة تسميته من كأس الاتحاد الأوروبي إلى دوري أوروبا. لعبت المباراة على استاد يوفنتوس في تورينو، إيطاليا يوم 14 مايو 2014.
الفائز سوف يلعب ضد الفائز بدوري أبطال أوروبا 14–2013 في كأس السوبر الأوروبي 2014.

## المكان

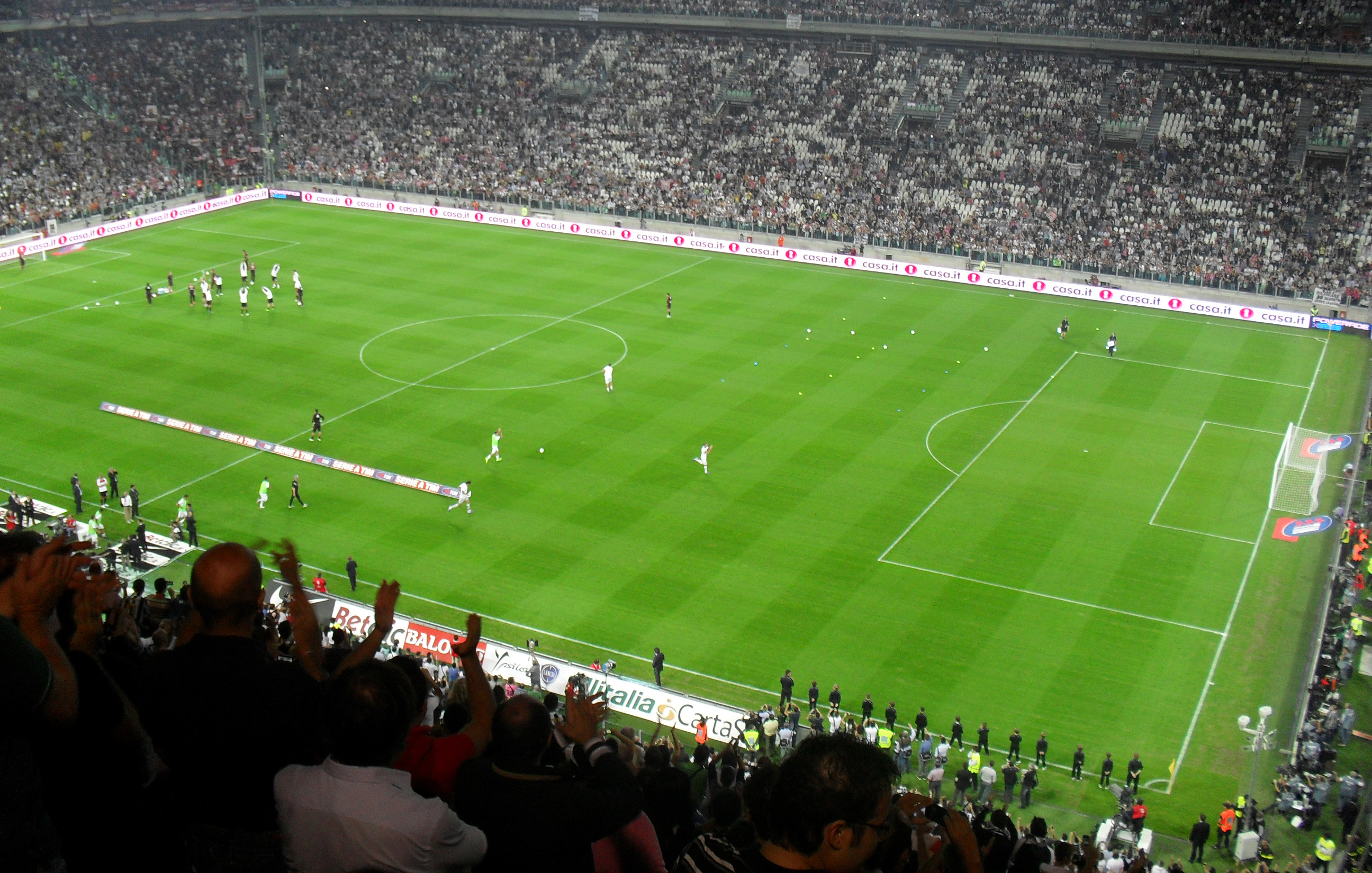
ستاد يوفنتوس الذي إستضاف المباراة النهائية

اختير استاد يوفنتوس في تورينو، إيطاليا ليكون ملعب للمباراة في اجتماع اللجنة التنفيذية لليويفا في إسطنبول، تركيا يوم 20 مارس 2012. وهو الملعب البيتي ليوفنتوس منذ عام 2011. ستكون هذه المرة الأولى التي تستضيف تورينو نهائي يقام من مباراة واحدة. النهائيات السابقة لكأس الاتحاد الأوروبي التي أقيمت عبر مباراتي ذهاب وإياب لعبت إحدى مبارياتها في تورينو. وقد لعبت مباراتي الذهاب من نهائي كأس الاتحاد الأوروبي 1977 ونهائي كأس الاتحاد الأوروبي 1990، التي تنافس في كلاهما يوفنتوس، على استاد كوموناله (الآن استاد تورينو الأولمبي). أما مباراة الذهاب من نهائي كأس الاتحاد الأوروبي 1992، التي تبارى عليها تورينو، ومباراة الإياب نهائي كأس الاتحاد الأوروبي 1993 نافس عليها يوفنتوس، لعبت على استاد ديلي ألبي، الذي تم هدمه لإفساح المجال لاستاد يوفنتوس.

## المباراة
| إشبيلية | 0 - 0 (ب.و.إ.) | بنفيكا |
| ------- | -------------- | ------ |
|         | تقرير          |        |

| رجل المباراة: ايفان راكيتيش الحكام المساعدين: الحكم الرابع: الحكام المساعدين الإضافيين: | قوانين المباراة - 90 دقيقة. - 30 دقيقة من الوقت الإضافي عند الحاجة. - ركلات الترجيح إذا استمرت النتيجة متعادلة. - سبعة بدائل مسماة. - ثلاثة تبديلات كحد أقصى. |

## وصلات خارجية
- دوري أوروبا (الموقع الرسمي)
- نهائي 2014: تورينو